# Spokane (Washington)
|  | Per a altres significats, vegeu «Spokane (desambiguació)». |

Spokane és una ciutat situada al nord-oest dels Estats Units a l'estat de Washington. És la ciutat més gran i capital del comtat de Spokane, així com el centre metropolità de la regió continental del nord-oest. La ciutat està situada a la vora del riu Spokane a Washington Oriental, 180 km al sud de la frontera amb Canadà, 32 km de la frontera entre Washington i Idaho, i 436 quilòmetres a l'est de Seattle.